# Країна чудес (фільм)
«Країна чудес» — кінокомедія виробництва Росії, прем'єра якої відбулася 1 січня 2016 року. Ідея фільму належить Квартету І, учасники якого брали участь у написанні сценарію фільму і зіграли головні ролі у фільмі.
Фільм отримав вкрай низьку оцінку глядачів на IMDB — 4.1 бали. 

## Сюжет
Передноворічний вечір. П'ять незалежних сюжетів: жителю глибинки випав приз у грі «Поле чудес», він узяв гроші, але невідомо, що був за «приз». Чотири учасників «Квартету І», різних людей, через негоду не можуть полетіти до Москви.
У ресторані двоє закоханих влаштували знайомство своїх батьків. Молодий міліціонер намагається відвезти лікарю гроші на майбутні пологи дружини. На околиці села приземлилось НЛО, і місцевий житель намагається допомогти йому, а заодно врятувати близьких від майбутньої всесвітньої повіні.
Після ряду пригод все закінчується Новим роком.

## В ролях
- Леонід Барац — торговець фруктами Лєван Ґоґія
- Олександр Демидов — п'яний солдат з квітами
- Каміль Ларін — артист Сергій Олександрович Дубровський
- Ростислав Хаїт — аудитор Віктор Миколайович
- Іван Добронравов — Саша, наречений
- Ольга Лєрман — Анжела, наречена
- Олеся Железняк — Людмила Сергіївна, мати нареченого
- Олександр Назаров — батько нареченого, інженер
- Наталія Щукіна — Алло, мама нареченої
- Володимир Тимофєєв — Володимир, батько нареченої
- Яна Сексте — офіціантка
- Ян Цапнік — Гліб Вікторович, поліцейський, попутник у поїзді
- Олександр Паль — Саша Мачульська, молодий поліцейський
- Світлана Смирнова-Марцинкевич — Маша, дружина Саші
- Федір Добронравов — Сємьон Волошин, водій пожежної машини з Костроми, учасник програми «Поле чудес»
- Олена Яковлєва — Люба, дружина Семена
- Тимофій Трибунцев — Валера
- Ганна Якуніна — Галина, дружина Валери
- Сергій Лавигін — Анатолій, інопланетянин-золотар з Центаври
- Владислав Вєтров — Геннадій Іларіонович, інопланетянин-золотар з Центаври
- Грант Тохатян — виконроб Гарік
- Роман Мадянов — Віктор Іванович Рижухин, глава адміністрації міста Чудовий
- Юрій Кузнєцов — психіатр
- Христина Бабушкіна — Наташа, наречена Лєвана
- Леонід Якубович — ведучий програми «Поле чудес»
- Роман Мадянов — Віктор Рижухін, голова адміністрації міста
- Ганна Бєгунова — стюардеса
- Павло Ворожцов — співробітник ДПС
- Кіра Крейліс-Петрова — очільниця древнього племені